# Риссоиды
Риссоиды (Rissoidae) — семейство брюхоногих моллюсков. Распространены повсеместно в Мировом океане — от побережий Антарктиды до Северного Ледовитого океана.

## Описание
Моллюски этого семейства характеризуются небольшой раковиной, редко превышающей 5 мм в высоту. Самым маленьким известным представителем семейства в Арктике является Obtusella intersecta с высотой раковины до 1,5 мм. Для представителей семейства характерна удлиненная раковина с клетчатой скульптурой наружной поверхности. Форма раковины варьирует от ширококонической (когда высота незначительно превышает высоту) до веретеновидной или башенковидной. Спиральная скульптура представлена тонкими ребрышками и немногочисленными хорошо развитыми килями. Развитие может проходить как с пелагической стадией, так и без нее.
Моллюски населяют как прибрежную зону, так и глубины до 200 м. Питаются диатомовыми водорослями, собирая их с поверхности водных растений.

## Систематика
Систематика Rissoidae на родовом уровне базируется только лишь на анатомическом исследовании единичных представителей большинства из описанных родов.
Систематика семейства включает следующие рода:
- Alvania Risso, 1826
- Alvinia Monterosato, 1884
- Amphirissoa Dautzenberg & Fischer, 1897
- Attenuata Hedley, 1918
- Awanuia Powell[англ.], 1927
- Benthonella Dall, 1889
- Benthonellania Dall, 1889
- Boreocingula Golikov and Kussakin, 1974
- Botryphallus Ponder, 1990
- Cingula Fleming, 1828
- Crepitacella Guppy, 1867
- Crisilla Monterosato, 1917
- Dipsotoma Laseron, 1956
- Floridiscrobs Pilsbry and McGinty, 1949
- Frigidoalvania Waren, 1974
- Galeodinopsis Sacco, 1895
- Gofasia Bouchet & Warén, 1993
- Haurakia Iredale, 1915
- Lironoba Iredale, 1915
- Lucidestea Laseron, 1956
- Overelina Iredale, 1915
- Manawatawhia Powell, 1937
- Manzonia Brusina, 1870
- Merelina Iredale, 1915
- Microestea Ponder, 1965
- Notoscrobs Powell, 1927
- Obtusella Cossmann, 1921
- Omanimerelina Moolenbeek & Bosch, 2007
- Onoba H. Adams et A. Adams, 1852
- Overelina Iredale, 1915
- Ovirissoa Hedley, 1916
- Pandalosia Laseron, 1956
- Parashiela Laseron, 1956
- Peringiella Monterosato, 1878
- Plagyostila Folin, 1872
- Pontiturboella Sitnikova, Starobogatov, Anistratenko, 1992
- Porosalvania Gofas, 2007
- Powellisetia Powell, 1965
- Pseudosetia Monterosato, 1884
- Punctulum Jeffreys, 1884
- Pusillina Monterosato, 1884
- Quarkia Faber, 2009
- Rissoa Freminville, 1814
- Rissolina Gould, 1861
- Rissopsis Garrett, 1873
- Ruapukea Dell, 1952
- Schwartziella Ponder, 1985
- Setia H. and A. Adams, 1852
- Simulamerelina Ponder, 1985
- Striatestea Powell, 1927
- Thaleia Warén, 1979
- Vitricithra
- Voorwindia Ponder, 1985